# Clavipanurgus anatolicus
Clavipanurgus anatolicus är en biart som först beskrevs av Warncke 1972.  Clavipanurgus anatolicus ingår i släktet Clavipanurgus och familjen grävbin. Inga underarter finns listade i Catalogue of Life.